# Zelena revolucija
Zelena revolucija odnosi se na razdoblje istraživačkih inicijativa i prenosa tehnologija između 1930-ih i 1960-ih koje su značajno povećale stopu svetske poljoprivredne proizvodnje, posebno u razvijenom svetu, a čiji se učinak počeo osećati od 1960-ih nadalje. Inicijativu je vodio Norman Borlaug, „otac zelene revolucije”, kome mnogi pripisuju da je time spasao milijardu ljudi od izgladnjivanja, te je za svoje zasluge dobio Nobelovu nagradu za mir 1970. Borlaug je razvio varijante izdašnih žitarica, ekspanziju infrastrukture navodnjavanja, modernizaciju tehnika rukovođenja, distribuciju hibridnih sjemenki, sintetičkih gnojiva i pesticida za farmere. Komisija je ovako objasnila dodjelu Nobelove nagrade Borlaugu:
- Ovaj program, zajednički poduhvat meksičke vlade i fondacije Rokefeler, je uključivao naučna istraživanja u genetici, uzgoj biljaka, patologiju, entomologiju, agronomiju i tehnologiju žitarica kao i nauku o tlu. Za dvadest godina, bio je spektakularno uspešan u pronalaženja pšenice koja je izdašna, ima kratku slamku te je otporna na bolesti. Njegov naučni cilj je ubrzo poprimio praktičnu i humanitarnu dimenziju: odlukom da se nove žitarice rasprostranjeno uzgajaju uspeo je nahraniti gladne ljude širom sveta - te je time dobio, kako sam navodi, „privremeni uspeh u ljudskom ratu protiv gladi i nestašice”.[4]

Pojam „zelena revolucija” prvi je put upotrijebio Vilijam God, upravnik USAID-a, koji je primetio široko usvajanje ovih novih tehnologija.
Svetsko stanovništvo je do 2016. poraslo za četiri milijarde ljudi od početka zelene revolucije te mnogi smatraju da bi, bez te revolucije, vladali puno teži uslovi gladi i pothranjenosti u svetu. Indija je, na primer, usvajanjem ove tehnike povećala proizvodnju pšenice sa 10 miliona tona 1960-ih na 73 miliona tona 2006. Prosečna moderna osoba konzumira 25% više kalorija dnevno od osoba pre zelene revolucije. Između 1950. i 1984, zelena revolucija je povećala svetsku proizvodnju žitarica za 160%.
Kritičari naglašavaju da je zelena revolucija imala i nedostataka u vidu smanjivanja prehrambene sigurnosti za veliki deo stanovništva zbog upotrebe pesticida i preusmeravanje polja za proizvodnju žitarica za prehranu životinja.

## Poljoprivredna proizvodnja i sigurnost hrane

### Tehnologije
Zelena revolucija je uzrokovala širenje tehnologija koje su već postojale, ali koje nisu bile široko implementirane izvan industrijalizovanih zemalja. Dve vrste tehnologija su korištene u Zelenoj revoluciji koje su imeale za cilj kultivaciju i uzgojna područja, respektivno. Tehnologije u oblasti uzgoja su usmerene na obezbeđivanje odličnih uslova za uzgoj, čime su obuhvaćeni moderni irigacioni projekti, pesticidi, i sintetička azotna đubriva. Uzgojne tehnologije su imale za cilj poboljšawe varijeteta useva koji su razvijeni putem konvencionalnih, naučno zasnovanih metoda dostupnih u to vreme. Te tehnologije su obuhvatale hibride, kombinovanje moderne genetike sa selekcijom.

#### Visokoprinosni varijeteti
Novi tehnološki razvoj Zelene revolucije je bila produkcija novih pšeničnih kultivara. Agronomi su proizveli kultivare kukuruza, pšenice i pirinča koji se generalno nazivaju HYV (engl. High-yielding variety) ili visokoprinosnim varijetetima. Ovi kultivari imaju viši potencijal apsorbovanja azota od drugih varijeteta. Pošto bi žitarice koje apsorbuju ekstra azot tipično polegle, ili pale pre žetve, geni polupatuljastih sojeva su uneseni u njihove genome. Japanski patuljasti pšenični kultivar Norin 10 koji je razvio japanski agronom Gonjiro Inazuka, koji je Sesil Salmon poslao Orvilu Vogelu pri Državnom univerzitetu u Vašingtonu, bio je instrumentalan u razvoju pšeničnog kultivara Zelene revolucije. IR8, prvi široko korišteni HYV pirinač je razvijen u IRRI, a bio je kreiran putem ukrštanja između indonezijskog varijeteta zvanog „Peta” i kineskog varijeteta zvanog „Di-geo-vu-gen”. Tokom 1960-tih, kad je došlo do prehrambene krize u Aziji, širenje HYV pirinča je bilo intezivno pospešeno.
Norman Borlaug, koji se obično smatra „ocem Zelene revolucije”, uzgajao je sorte otporne na pšeničnu rđu koje imaju jaka i čvrsta stabla, čime se sprečava njihovo padanje pod ektremnim vremenskim prilikama pri visokim nivoima oplodnje. CIMMYT (Centro Internacional de Mejoramiento de Maiz y Trigo—International Center for Maize and Wheat Improvements) je sprovodio programe uzgoja i pomogao je u širenju visokoprinosnih varijeteta u Meksiku i zemljama Azije, kao što su Indija i Pakistan. Ti programi su uspešno doveli do udvostručavanja žetve u tim zemljama.
Biljni naučnici su ustanovili nekoliko parametara vezanih za visoke prinose i identifikovali gene koji kontrolišu visinu biljke i broj klica. Sa naprecima u molekularnoj genetici, mutirani geni odgovorni za Arabidopsis thaliana gene (GA 20-oksidaza), geni umanjene pšenične visine (Rht) i pirinčani polupatuljasti gen (sd1) su klonirani. Oni su identifikovani kao geni giberelinske biosinteze ili ćelijske signalne komponente gena. Rast stabla u mutiranom okruženju je znatno redukovan što dovodi do patuljastog fenotipa. Fotosintetička investicija u stablo je dramatično redukovana jer su kraće biljke nasledno mehanički stabilnije. Asimilati koji su bili preusmereni u produkciju zrna, čime se posebno pojačava efekat hemijskih đubriva na komercijalne prinose.
HYV kultivari su znatno nadmašili tradicionalne varijetete u prisustvu adekvatne irigacije, pesticida i đubriva. U odsustvu tih unosa, tradicionalni varijeteti mogu da nadmaše hibride. Stoga je više autora osporilo očiglednu superiornost hibrida ne samo u poređenju sa samim tradicionalnim varijetetima, nego i poredeći monokulturni sistem asociran sa hibridima sa polikulturnim sistemom asociranim sa tradicionalnom kultivarima.

## Literatura
- Upadhayaya, Dr Arvind. „Black spots in Green revolution”. Архивирано из оригинала 18. 11. 2018. г. Приступљено 5. 2. 2019.
- Conway, Gordon (1998). The doubly green revolution: food for all in the twenty-first century. Ithaca, N.Y: Comstock Pub. ISBN 978-0-8014-8610-4.
- Dowie, Mark (2001). American foundations: an investigative history. Cambridge, Mass.: MIT. ISBN 978-0-262-04189-8.
- Farrell, John Joseph; Altieri, Miguel A. (1995). Agroecology: the science of sustainable agriculture (2nd изд.). Boulder, CO: Westview. ISBN 978-0-8133-1718-2.
- Frison, Emile (2008). „Green Revolution in Africa will depend on biodiversity”. Development and Cooperation. 49 (5): 190—3. Архивирано из оригинала 8. 12. 2008. г.
- Jain, H.K. (2010). The Green Revolution: History, Impact and Future (1st изд.). Houston, TX: Studium Press. ISBN 978-1-933699-63-9.
- Oasa, Edmund K (1987). „The Political Economy of International Agricultural Research in Glass”.  Ур.: Glaeser, Bernhard. The Green Revolution revisited: critique and alternatives. Allen & Unwin. стр. 13–55. ISBN 978-0-04-630014-2.
- Ross, Eric (1998). The Malthus Factor: Poverty, Politics and Population in Capitalist Development. London: Zed Books. ISBN 978-1-85649-564-6.
- Ruttan, Vernon (1977). „The Green Revolution: Seven Generalizations”. International Development Review. 19: 16—23.
- Sen, Amartya Kumar; Drèze, Jean (1989). Hunger and public action. Oxford: Clarendon Press. ISBN 978-0-19-828365-2.
- Shiva, Vandana (1989). The violence of the green revolution: Ecological degradation and political conflict in Punjab. Dehra Dun: Research Foundation for Science and Ecology. ISBN 978-81-85019-19-2.
- Smil, Vaclav (2004). Enriching the Earth: Fritz Haber, Carl Bosch, and the Transformation of World Food Production. MIT Press. ISBN 978-0-262-69313-4.
- Spitz, Pierre (1987). „The Green Revolution Re-Examined in India in Glass”.  Ур.: Glaeser, Bernhard. The Green Revolution revisited: critique and alternatives. Allen & Unwin. стр. 57–75. ISBN 978-0-04-630014-2.
- Wright, Angus (1984). „Innocence Abroad: American Agricultural Research in Mexico”.  Ур.: Colman, Bruce; Jackson, Wes; Berry, Wendell. Meeting the expectations of the land: essays in sustainable agriculture and stewardship. San Francisco: North Point Press. стр. 124—38. ISBN 978-0-86547-171-9.
- Wright, Angus Lindsay (2005). The death of Ramón González: the modern agricultural dilemma. Austin: University of Texas Press. ISBN 978-0-292-71268-3.
- Cotter, Joseph. Troubled Harvest: Agronomy and Revolution in Mexico, 1880–2002. Westport, CT: Prager, 2003.
- Jain, H.K. (2010). Green revolution: history, impact and future. Houston: Studium Press. ISBN 9781441674487. A brief history, for general readers.
- Harwood, Andrew (14 June 2013). "Development policy and history: lessons from the Green Revolution".

## Spoljašnje veze
- „Accelerating the Green Revolution in Africa”. Rockefeller Foundation. Архивирано из оригинала 2. 10. 2010. г.
- Moseley, W. G. (14. 5. 2008). „In search of a better revolution”. Minneapolis StarTribune. Архивирано из оригинала 16. 12. 2018. г.
- Rowlatt, Justin (1. 12. 2016). „IR8: The Miracle Rice Which Saved Millions of Lives”. BBC News. Приступљено 1. 12. 2016. About the 50th anniversary of the rice strain.